# (2442) Corbett
(2442) Corbett est un astéroïde de la ceinture principale découvert le 3 octobre 1980 par l'astronome tchèque Zdeňka Vávrová à l'observatoire Kleť, près de České Budějovice. Sa désignation provisoire était 1980 TO.
Il tire son nom du chasseur et naturaliste anglais Jim Corbett (1875-1955).